# Hans Grötzer
Hans Grötzer, auch Johann Paul Peter Grötzer, (* 5. Juli 1928 in Wien; † 14. März 2019 ebenda) war ein österreichischer Geiger. Er war von 1946 bis 1955 Mitglied im Orchester der Wiener Staatsoper und von 1955 bis 1993 im Orchester der Wiener Volksoper, wo er 1966 Konzertmeister wurde.

## Leben
Hans Grötzer studierte bei Professor Nemeth in Wien Violine. Am Alter von 17 Jahren wirkte er bei den Wiener Philharmonikern mit, 1946 wurde er Mitglied des Orchesters der Wiener Staatsoper, dem er bis 1955 angehörte. Anschließend wechselte er in das Orchester der Wiener Volksoper, wo er 1966 Konzertmeister wurde. Anlässlich seiner Pensionierung 1993 wurde er zum Ehrenmitglied der Volksoper ernannt.
Ab den 1950er-Jahren spielte er in der ORF-Big Band und wirkte unter anderem in Fernsehproduktionen mit Peter Alexander, Caterina Valente, Freddy Quinn und Harald Juhnke mit. Außerdem wirkte er als Erster Violinist bei Aufnahmen von Kurt Sowinetz, André Heller und Georg Danzer mit und war Erster Geiger der Streichquartetts Wiener Biedermeier Solisten.
Hans Grötzer starb im März 2019 im Alter von 90 Jahren. Er wurde am Ottakringer Friedhof bestattet.

## Auszeichnungen
- 1993: Ehrenmitglied der Wiener Volksoper[2]
- 2003: Ehrenmedaille der Bundeshauptstadt Wien in Silber[3]
- Berufstitel Professor[2]
- Österreichisches Ehrenkreuz für Wissenschaft und Kunst I. Klasse[2]
- Goldenes Verdienstzeichen der Stadt Wien[2][3]